# Polizeiruf 110: Fehlrechnung
Fehlrechnung (en français, Erreur de calcul) est un épisode de la série Polizeiruf 110 (Appel de police 110) réalisé par Kurt Jung-Alsen.

## Synopsis
Quelques jours avant le mariage, le chef d'équipe de la station-service Günter Gellner est quitté par sa fiancée Helga. Elle lui dit qu'il devrait prendre une décision. Dans sa station-service Minol, il annonce à son collègue Erich Gottschalk qu'il veut quitter sa brigade. D'autres collègues semblent lui mettre la pression et indiquent qu'il regrettera son départ. En se rendant chez Helga, Günter quitte la route à une vitesse excessive et a un grave accident. Il est hospitalisé.
L'oberleutnant Jürgen Hübner et le lieutenant Vera Arndt reprennent l'enquête, d'autant plus que les examens de la voiture de Günter révèlent qu'une vis de ventilation fut délibérément desserrée. Des traces d'un gant en peau de porc avec une couture déchirée se retrouvent sur la clé à fourche utilisée à cet effet. Le gérant de la station-service Kerber, à son tour, dit qu'il a vu le préposé de la station-service König avec Günter à sa voiture avant l'accident. Les deux ont eu une dispute bruyante.
La station-service Minol a un nouveau chef de quart, Sabine Rohrberg. Elle est rapidement prise au piège par le pompiste Friedrich Ramminger. Il veut organiser une pendaison de crémaillère dans son petit chalet de week-end en son nom. Le cottage s'avère être une luxueuse villa ; M. Hellwig, répartiteur sur un grand chantier de construction, apparaît en tant qu'invité aux côtés du pompiste König. Ramminger laisse Sabine parler de sa richesse : un chauffeur de sa station-service a une fois triché sur la facture, à partir de quoi Günter a simplement affecté le manque à gagner à d'autres factures. De cette situation d'urgence, les salariés développèrent une entreprise florissante, dont König et Ramminger notamment détournèrent des centaines de milliers de marks. Günter Gellner a rapidement volé 20 000 marks, mais se sent coupable lorsqu'il montre à Helga l'Interhotel Hubertushof comme leur hôtel de lune de miel. Il lui avoue les affaires. Helga, d'autre part, a découvert que les camions à benne basculante de son propre chantier de construction étaient ravitaillés en carburant à la station-service de Kerber. Les voitures pouvaient effectuer moins de tournées que prévu en raison du carburant moins rempli mais entièrement payé, ce qui a paralysé l'ensemble du processus de construction. Helga a demandé de vérifier les trajets de ravitaillement qui passent par des bordereaux de crédit de carburant enregistrés et est partie en vacances. Avant cela, elle a rompu avec Günter à la gare, à qui elle a rendu compte de l'inspection prévue de ses bennes. Le lendemain, son fiancé a eu un accident.
Ramminger est interrogé par les enquêteurs et confronté à Hellwig, mais fait semblant de ne pas le connaître. Hellwig avait donné à Ramminger un livret de bordereaux de crédit de carburant lors de sa fête lorsque Sabine Rohrberg est arrivée. Hellwig est interrogé sur les notes de crédit de carburant qu'il a annoncées sur son chantier de construction, mais il ne trouve aucune affectation aux camions dans ses documents. Ramminger pense que Sabine a parlé à la police et la confronte dans son appartement. Il la menace quand soudain Jürgen Hübner et Vera Arndt apparaissent. Ramminger et Hellwig sont à nouveau interrogés et Ramminger veut dépeindre Sabine comme une femme intrigante qui n'a obtenu le poste de chef de quart qu'à cause d'une liaison avec le directeur de la station-service Kerber. Comme personne ne la prend au sérieux, elle veut se venger des employés. Ce n'est que maintenant que Hübner et Arndt présentent Sabine Rohrberg comme leur collègue, le lieutenant Sabine Rohrberg. Hellwig admet maintenant avoir émis les notes de crédit de carburant aux véhicules qui étaient déjà hors service. König, qui est interrogé, avoue avoir prévu de manipuler la voiture de Günter sur les instructions de Ramminger. Cependant, il fut surpris par Günter sur sa voiture. L'interrogatoire de Kerber conduit finalement les enquêteurs au succès : le gant à la couture déchirée est retrouvé dans le coffre de Kerber. Kerber avoue avoir manipulé la voiture de Günter. Günter était dans son appartement la veille de l'accident et lui a parlé du détournement de fonds. Günter n'avait aucune idée que Kerber était au courant depuis longtemps et était empêché de parler avec un pot-de-vin régulier. L'annonce de Günter qu'il se rendrait à la police menaçait non seulement la réputation de Kerber, mais aussi son profit financier. Lorsqu'il a vu König à la voiture de Günter, il a terminé la manipulation que König n'avait pas réussi à faire.

## Fiche technique
- Titre : Polizeiruf 110: Fehlrechnung
- Réalisation : Kurt Jung-Alsen assisté de Werner Mlynek et de Lothar Reichelt
- Scénario : Rudolf Böhm
- Musique : Helmut Nier (de)
- Direction artistique : Hans Völker
- Costumes : Ruth Völker
- Photographie : Rolf Sohre (de)
- Son : Georg Ponczek
- Montage : Renate Földesi
- Production : Hans-Jörg Gläser
- Société de production : Fernsehen der DDR
- Pays d'origine :  Allemagne de l'Est
- Langue : allemand
- Format : Couleur - 1,33:1 - mono
- Genre : policier
- Durée : 66 minutes
- Date de diffusion :
  -  Allemagne de l'Est : 14 juillet 1974 sur DDR.

## Distribution
- Jürgen Frohriep : Oberleutnant Jürgen Hübner
- Sigrid Göhler : Lieutenant Vera Arndt
- Anne-Kathrein Kretzschmar (de) : Lieutenant Sabine Rohrberg
- Wolfgang Dehler (de) : Friedrich Ramminger
- Justus Fritzsche (de) : Günter Gellner
- Gunter Schoß (de) : Erich Gottschalk
- Klaus Nietz (de) : Heinz Lotze
- Gerhard Vogt (de) : König, pompiste
- Hannjo Hasse : Kerber, gérant de station-service
- Herbert Köfer : Hellwig, le directeur du service de transport
- Friedhelm Eberle (de) : Koch, le directeur de la construction
- Dorit Gäbler (de) : Helga
- Gerda-Luise Thiele (de) : Susi
- Monika Hildebrand : Yvonne
- Hinrich Köhn : le technicien criminel

## Production
Fehlrechnung est tourné du 5 février au 7 mars 1974 sous le titre de travail Minol à Bad Schandau (station-service, aujourd'hui Aral), Dresde et Moritzburg. On peut voir notamment le phare de Moritzburg (de), le restaurant Hubertushof (aujourd'hui Waldschänke) et le château de la Faisanderie.
Le film a sa première télévisée le 14 juillet 1974 sur DDR 1. C'est le premier épisode de la série dont on mesure l'audience : 58,6 %.
C'est le 25e épisode de la série Polizeiruf 110. L'oberleutnant Jürgen Hübner enquête sur son dixième affaire et le lieutenant Vera Arndt sur sa 21e affaire.

## Source de la traduction
- (de) Cet article est partiellement ou en totalité issu de l’article de Wikipédia en allemand intitulé « Tatort: Rechnung mit einer Unbekannten » (voir la liste des auteurs).